# Бо Віллімон
Пек Борігард «Бо» Віллімон (англ. Pack Beauregard «Beau» Willimon ; нар. 26 жовтня 1977) — американський драматург і сценарист. Він найзнаніший як шоураннер та сценарист серіалу «Картковий будиночок». У 2018 створив драматичний серіал «Перші» для Хулу про першу місію на Марс.

## Раннє життя та освіта
Бо Віллімон народився в Александрії у родині Ненсі та Генрі Пека Віллімонів. Його батько був капітаном 1-го рангу у військово-морських силах США та його сім'я часто переїжджала. Віллімон жив у різних місцях, включаючи Гаваї, Сан-Франциско, Каліфорнія і Філадельфія, Пенсільванія, перш ніж оселитися в Сент-Луїсі, Міссурі, після того, як батько Віллімона пішов у відставку, щоб стати адвокатом.
Віллімон вступив до школи Джона Берроуза і брав драматичні уроки, де його вчителем драматургії був Джон Хемм, і закінчив її в 1995 році. Він отримав спеціальність візуальних мистецтв і здобув ступінь бакалавра від Колумбійського університету у 1999 році. Коли він був студентом, він зустрівся з Джеєм Карсоном. Карсон знайшов роботу для Віллімона і він працював добровольцем і стажистом в 1998 році для сенаторської кампанії Чарльза Шумера, яка вела до роботи з сенаторською гонкою Хілларі Клінтон 2000 року, президентською гонкою Білла Бредлі 2000 року і президентською гонкою Говарда Діна 2004 року. Після закінчення навчання він працював у Міністерстві внутрішніх справ естонського уряду в Талліні в рамках спілкування. Він був відповідальним за сортування тисяч сторінок документів ЄС і написання резюме. Незабаром після, він переїхав у В'єтнам, щоб працювати для невеликого культурного журналу. Поки він був у В'єтнамі, він проводив дослідження для свого першого сценарію, заснованого на житті Томаса Ву, професора візуальних мистецтв Колумбійського університету, який виріс у В'єтнамі протягом війни.
Він повернувся до Нью-Йорка, щоб вступити до школи мистецтв Колумбії. Одним із його наставників був драматург Едуардо Мачадо. Віллімон зазначив, що «я безумовно був найгіршим студентом у нашій групі. Усі ці люди знали, що вони хотіли стати драматургами назавжди. Я нічого не знав про світ театру і я не мав жодного уявлення про те, як дійсно написати п'єсу. Але я кинув пити і я справді присвятив себе цьому шляху.» Протягом закінчення школи, він заробив стипендію візуальних мистецтв, яку він отримав з пропозицією написати 40 літографів про параною, і жив у Південній Африці близько року. Після отримання ступеня МІІ у драматургії від школи мистецтв, він працював на дивних роботах, включаючи помічника художника, будівельника, знаходив роботу для безпритульних, баристу, інструктора початкових класів SAT, а також проводив практику з Новими Драматургами.
Віллімон згодом вступив у програму американських драматургів Ліли Ачесон Воллес у Джульярдській школі, заробивши премію Le Compte du Nuoy Лінкольн-центру.

## Кар'єра
Кіноадаптація п'єси «Farragut North», перейменована на «Березневі іди», була показана у жовтні 2011 року. Режисером виступив Джордж Клуні ; сценарій написали Віллімон, Клуні та партнер-продюсер Грант Хеслов. У головних ролях зіграли Клуні, Райан Гослінг, Еван Рейчел Вуд, Філіп Сеймур Хоффман, Пол Джаматті, Маріса Томей та Джеффрі Райт. 2012 року фільм був номінований на премію «Оскар» за найкращий адаптований сценарій та на чотири «Золоті глобуси», включаючи найкращий фільм — драму та найкращий сценарій.
У 2012 році, Віллімон почав розробляти серіал «Картковий будиночок», американську адаптацію однойменного серіалу каналу BBC, для Netflix. Його продюсерами стали Media Rights Capital, Девід Фінчер і Кевін Спейсі, а в головних ролях грали Спейсі, Робін Райт, Кейт Мара, Корі Столл, Майкл Келлі, Крістен Коннолі, Констанс Зіммер та Себастьян Аркелус. Прем'єра стартувала на Netflix 1 лютого 2013 року.

## Фільмографія

### Фільми
| Рік  | Назва         | Оріг. назва       | Роль                    | Примітки |
| ---- | ------------- | ----------------- | ----------------------- | -------- |
| 2011 | Березневі іди | The Ides of March | Сценарист, співпродюсер |          |
| 2013 | Виконроб      | A Master Builder  | Виконавчий продюсер     |          |

### Телесеріали

#### Сценарист
| Рік  | Назва               | Оріг. назва    | Сезон | Епізод    | Номер епізоду | Дата показу    | Примітки                                      |
| ---- | ------------------- | -------------- | ----- | --------- | ------------- | -------------- | --------------------------------------------- |
| 2013 | Картковий будиночок | House of Cards | 1     | Розділ 1  | 1             | 1 лютого 2013  |                                               |
| 2013 | Картковий будиночок | House of Cards | 1     | Розділ 2  | 2             | 1 лютого 2013  |                                               |
| 2013 | Картковий будиночок | House of Cards | 1     | Розділ 3  | 3             | 1 лютого 2013  | Сценарій Віллімона та Кіта Хаффа              |
| 2013 | Картковий будиночок | House of Cards | 1     | Розділ 4  | 4             | 1 лютого 2013  | Сценарій Віллімона та Ріка Клівленда          |
| 2013 | Картковий будиночок | House of Cards | 1     | Розділ 7  | 7             | 1 лютого 2013  | Сценарій Віллімона та Кейт Барноу             |
| 2013 | Картковий будиночок | House of Cards | 1     | Розділ 8  | 8             | 1 лютого 2013  |                                               |
| 2013 | Картковий будиночок | House of Cards | 1     | Розділ 9  | 9             | 1 лютого 2013  | Сценарій Віллімона та Ріка Клівленда          |
| 2013 | Картковий будиночок | House of Cards | 1     | Розділ 11 | 11            | 1 лютого 2013  | Сценарій Віллімона, Кіта Хаффа та Кейт Барноу |
| 2013 | Картковий будиночок | House of Cards | 1     | Розділ 12 | 12            | 1 лютого 2013  | Сценарій Віллімона та Джини Джонфріддо        |
| 2013 | Картковий будиночок | House of Cards | 1     | Розділ 13 | 13            | 1 лютого 2013  |                                               |
| 2014 | Картковий будиночок | House of Cards | 2     | Розділ 14 | 1             | 14 лютого 2014 |                                               |
| 2014 | Картковий будиночок | House of Cards | 2     | Розділ 15 | 2             | 14 лютого 2014 |                                               |
| 2014 | Картковий будиночок | House of Cards | 2     | Розділ 22 | 9             | 14 лютого 2014 |                                               |
| 2014 | Картковий будиночок | House of Cards | 2     | Розділ 23 | 10            | 14 лютого 2014 | Сценарій Віллімона та Лори Ісон               |
| 2014 | Картковий будиночок | House of Cards | 2     | Розділ 24 | 11            | 14 лютого 2014 | Сценарій Віллімона та Джона Манкевича         |
| 2014 | Картковий будиночок | House of Cards | 2     | Розділ 25 | 12            | 14 лютого 2014 |                                               |
| 2014 | Картковий будиночок | House of Cards | 2     | Розділ 26 | 13            | 14 лютого 2014 |                                               |
| 2015 | Картковий будиночок | House of Cards | 3     | Розділ 27 | 1             | 27 лютого 2015 |                                               |
| 2015 | Картковий будиночок | House of Cards | 3     | Розділ 33 | 7             | 27 лютого 2015 |                                               |
| 2015 | Картковий будиночок | House of Cards | 3     | Розділ 38 | 12            | 27 лютого 2015 |                                               |
| 2015 | Картковий будиночок | House of Cards | 3     | Розділ 39 | 13            | 27 лютого 2015 |                                               |